# Limonium brassicifolium
Limonium brassicifolium ist eine Pflanzenart aus der Gattung der Strandflieder (Limonium) in der Familie der Bleiwurzgewächse (Plumbaginaceae).

## Beschreibung
Limonium brassicifolium ist eine ausdauernde Pflanze mit Wuchshöhen von 20 bis 40 cm. Die Stängel sind zumindest im oberen Teil mit zwei 5 bis 20 mm breiten Flügeln geflügelt. Die Laubblätter sind 10 bis 30 cm lang und weisen auf jeder Seite drei bis vier Lappen auf. Die seitlichen Lappen sind etwa 1 cm lang, der endständige Lappen ist 5 bis 15 cm lang und 4 bis 11 cm breit und eiförmig.
Die Blütenstände bestehen aus einer einzigen Blüte. Die Inneren Tragblätter sind 4 mm lang, zylindrisch und abgeschnitten. Der Kelch ist unbehaart, etwa 10 mm lang, die Kelchröhre 4 mm. Der Kelchsaum ist 6 mm breit, gekerbt und blass blau-violett. Die Krone ist weiß.
Die Chromosomenzahl beträgt 2n = 14 für beide Unterarten.

## Vorkommen
Die Art wird in Europa als Zierpflanze gezogen und ist gelegentlich im Südwesten Europas verwildert.

## Systematik
Man kann zwei Unterarten unterscheiden:
- Limonium brassicifolium subsp. brassicifolium
- Limonium brassicifolium subsp. macropterum G. Künkel